# العلاقات الموريتانية المولدوفية
العلاقات الموريتانية المولدوفية هي العلاقات الثنائية التي تجمع بين موريتانيا ومولدوفا.

## مقارنة بين البلدين
هذه مقارنة عامة ومرجعية للدولتين:
| وجه المقارنة                                              | موريتانيا                 | مولدوفا                           |
| --------------------------------------------------------- | ------------------------- | --------------------------------- |
| المساحة (كم2)                                             | 1.03 مليون                | 33.85 ألف                         |
| عدد السكان (نسمة)                                         | 4.42 مليون                | 2.55 مليون                        |
| الكثافة السكانية (ن./كم²)                                 | 4.29                      | 75.33                             |
| العاصمة                                                   | نواكشوط                   | كيشيناو                           |
| اللغة الرسمية                                             | اللغة العربية، لغة فرنسية | اللغة المولدوفية، اللغة الرومانية |
| العملة                                                    | أوقية موريتانية، أوقية ‏   | ليو مولدوفي                       |
| الناتج المحلي الإجمالي (بليون دولار)                      | 5.02 مليار                | 8.13 مليار                        |
| الناتج المحلي الإجمالي (تعادل القوة الشرائية) بليون دولار |                           | 17.94 مليار                       |
| الناتج المحلي الإجمالي الاسمي للفرد دولار أمريكي          |                           | 3.65 ألف                          |
| الناتج المحلي الإجمالي للفرد دولار أمريكي                 | 3.91 ألف                  | 4.98 ألف                          |
| مؤشر التنمية البشرية                                      | 0.506                     | 0.693                             |
| رمز المكالمات الدولي                                      | +222                      | +373                              |
| رمز الإنترنت                                              | .mr                       | .md                               |
| المنطقة الزمنية                                           | 00                        | ت ع م+02:00، ت ع م+03:00          |

## منظمات دولية مشتركة
يشترك البلدان في عضوية مجموعة من المنظمات الدولية، منها:
| علم المنظمة | اسم المنظمة                               | تاريخ انضمام موريتانيا | تاريخ انضمام مولدوفا |
| ----------- | ----------------------------------------- | ---------------------- | -------------------- |
|             | البنك الدولي للإنشاء والتعمير             | 10 سبتمبر 1963         | 12 أغسطس 1992        |
|             | منظمة التجارة العالمية                    | 31 مايو 1995           | ?                    |
|             | المركز الدولي لتسوية المنازعات الاستشارية | 14 أكتوبر 1966         | 4 يونيو 2011         |
|             | منظمة حظر الأسلحة الكيميائية              | ?                      | ?                    |
|             | الأمم المتحدة                             | 27 أكتوبر 1961         | 2 مارس 1992          |
|             | منظمة الشرطة الجنائية الدولية             | ?                      | ?                    |
|             | وكالة ضمان الاستثمار متعدد الأطراف        | 8 سبتمبر 1992          | 9 يونيو 1993         |
|             | يونسكو                                    | 10 يناير 1962          | 27 مايو 1992         |
|             | مؤسسة التنمية الدولية                     | 10 سبتمبر 1963         | 14 يونيو 1994        |
|             | مؤسسة التمويل الدولية                     | 29 ديسمبر 1967         | 10 مارس 1995         |
|             | الاتحاد البريدي العالمي                   | ?                      | ?                    |
|             | الاتحاد الدولي للاتصالات                  | 18 أبريل 1962          | 20 أكتوبر 1992       |

## وصلات خارجية
- موقع وزارة الخارجية المولدوفية